# Nancy Danino
Nancy Danino est une chanteuse de jazz et d'electro, née en Israël et élevée en France. Elle vit et travaille aujourd'hui entre New York, Tel Aviv et Paris.
Côté électro, elle a notamment collaboré avec Dominique Dalcan (sur le projet Snooze), Bob Sinclar, Robert Miles et Marc Collin (du groupe Nouvelle Vague).
Avec Kent, elle a signé le duo FF, qui a notamment été un tube dans les pays scandinaves.
Elle est aussi connue pour avoir interprété les chansons des génériques du film Tokyo Eyes et de la série Largo Winch.